# 高野豊文
高野豊文（たかのとよふみ、1898年（明治31年）～1983年（昭和58年））日本の教育者、地理学者 

## 経歴
1898年（明治31年）長野県埴科郡雨宮県村（現千曲市）生まれ。1919年（大正8年）長野県師範学校卒業。1924年（大正13年）東京高等師範臨時教員養成所地理歴史科卒業、伊那高等女学校へ赴任。同校校長で地質学者の八木貞助及び諏訪中学校教諭で地理学者の三澤勝衛に出会い教えを受ける。その後、上田高等女学校、屋代中学校、上田中学校教諭。　1935年（昭和15年）豊科高等女学校教頭。1948年（昭和23年）上田千曲高等学校校長。1952年（昭和27年）～1963年（昭和38年）長野県地理学会会長。1955年（昭和30年）信州社会科教育研究会（信州社研）創立、副会長。1959年（昭和34年）上田私立学校準備研究会会員として上田私立学校設立発起人の一人として名を連ねる。昭和35年（1960年）4月～1963年（昭和38年）3月　上田西高等学校教頭。1963年（昭和38年）4月～1968年（昭和43年）上田城南高等学校第二代学校長。1963年（昭和38年）4月～1968年（昭和43年）3月　学校法人上田学園理事。1964年（昭和39年）菅平研究会会長。1968年（昭和43年）本州女子短大（現上田女子短期大学）、その後本州大学（現長野大学）教授に就任。1969年（昭和44年）上小郷土研究会会長。 

## 生涯現役の地理学者
83歳まで現役で学生の指導をする。「歩く巡検は学生には負けないよ」が口ぐせでであった。上田市条里制遺構委調査、東部町（現東御市）古代調査、丸子町（現上田市）地域開発調査、武石村（現上田市）の水と開発調査、長門町の歴史調査に関わり、報告書を執筆し地形と水に焦点をしぼった微地形学に優れた業績を残した。土地に刻まれた歴史は微地形から解明できるとの考えから、詳細な現地調査を実施した。この微地形からの歴史解明という手法は、その後の歴史地理学会で注目される研究方法になってきている。

## 上田城南（現上田西）高等学校第2代校長として
「第一「志」が立っているかどうか。第二学習中やスポーツ、学校内の社会生活、何れも自己という人間性を育むためのものであるということ。第三それにまして自分という存在が、他の人に対して役立っているか。」（『城南高校新聞　第8号』「夢ある学園に！！　新入生を多数迎えて」昭和42年7月15日刊に校長としての教育理念を述べている。なお上田城南高校の校風形成に関して、上田城南高校初代教頭として「居は気を移すという。この環境が当校の教育に響かぬ筈はない。俗的気分を払去し自然を友としてひたすら学業に打ち込める明朗闊達な清く明るい雰囲気、こうした校風が無意識の中に造成されることであった」と『城南高校新聞　第1号』（昭和35年11月1日発行）で述べている。

## 編著書
『上高井郡誌（自然編）』上高井教育会1960年（昭和35年）分担執筆
『上田小県誌（自然編）』小県上田教育会1963年（昭和38年）分担執筆
『上高井郡誌（社会編）』上高井教育会1964年（昭和39年）分担執筆
『上田小県誌（社会編）』小県上田教育会1968年（昭和43年）分担執筆
『すが平その自然と人文』菅平研究会1964年（昭和39年）分担執筆
『続すが平その自然と人文』菅平研究会1965年（昭和40年）分担執筆
『長村誌』長野県小県郡真田町長財産区1967年（昭和42年）分担執筆
『郷土の地誌　上田盆地』上田市立博物館1968年（昭和43年）
『上田市水道史』1969年（昭和44年）分担執筆
『上田近代史』上田市史編さん委員会1970年（昭和45年）分担執筆
『条里遺構分布調査概報』①②③上田市教育委員会1974年（昭和49年）～1976年（昭和51年）分担執筆
『東部町古代・中世調査報告書』東部町教育委員会1979年（昭和54年）分担執筆
『ふるさとの地理』上田菅平研究会1981年（昭和56年）分担執筆
『丸子町地域開発史』丸子町教育委員会1982年（昭和57年）分担執筆
『武石村の水と開発』1982年（昭和57年）分担執筆
『長門町の水と歴史』長門町教育委員会1983年（昭和58年）分担執筆